# Liste kanadischer U-Boot-Klassen
Diese Liste befasst sich ausschließlich mit kanadischen U-Bootklassen. Siehe daher auch Liste der U-Boot-Klassen.

## Gegenwärtige Einheiten
Victoria-Klasse (ehemals britische Upholder-Klasse)
- HMCS Chicoutimi (SSK 879)
- HMCS Corner Brook (SSK 878)
- HMCS Windsor (SSK 877)
- HMCS Victoria (SSK 876)

## Außer Dienst gestellte Einheiten
CC-Klasse
- HMCS CC-1
- HMCS CC-2

H-Klasse
- HMCS CH-14
- HMCS CH-15

Deutsche U-Boote, gekapert und wieder in Dienst gestellt
- HMCS U 190
- HMCS U 889

Balao-Klasse
- HMCS Grilse (II)

Tench-Klasse
- HMCS Rainbow (II)

Oberon-Klasse
- HMCS Ojibwa
- HMCS Okanagan
- HMCS Onondaga